# Emil Mantila

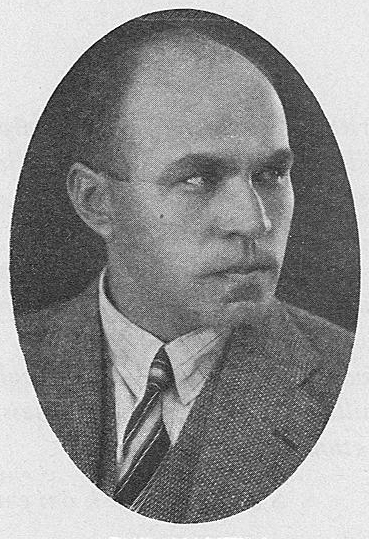
Emil Mantila, bild från början av 1930-talet.

Emil Aleksanteri Mantila, född 6 december 1884 i Helsingfors, död 1963, var en finländsk operasångare.
Mantila var son till kamintillverkaren Aleksanteri Mantila och Maria Sofia Åberg. Han studerade sång i Italien 1912–1913 och gjorde en studieresa till Tyskland 1922. Från 1913 var han verksam vid den inhemska operan i Finland samt vid Finlands nationalopera från 1919. 1948 tilldelades han Pro Finlandia-medaljen.